# Святково (Владимирская область)

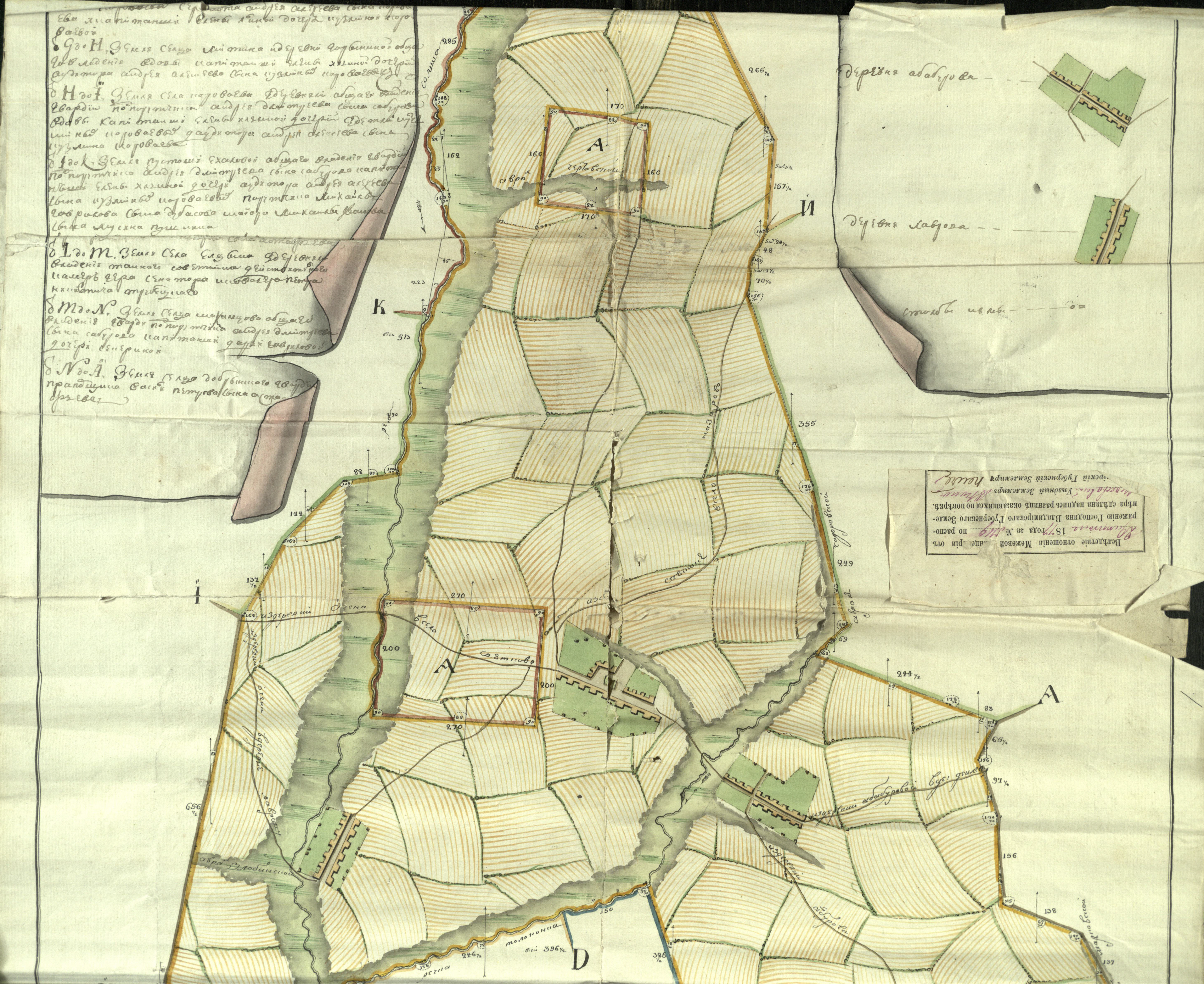
Наиболее старое из известных изображений Святково на карте (1770 год)

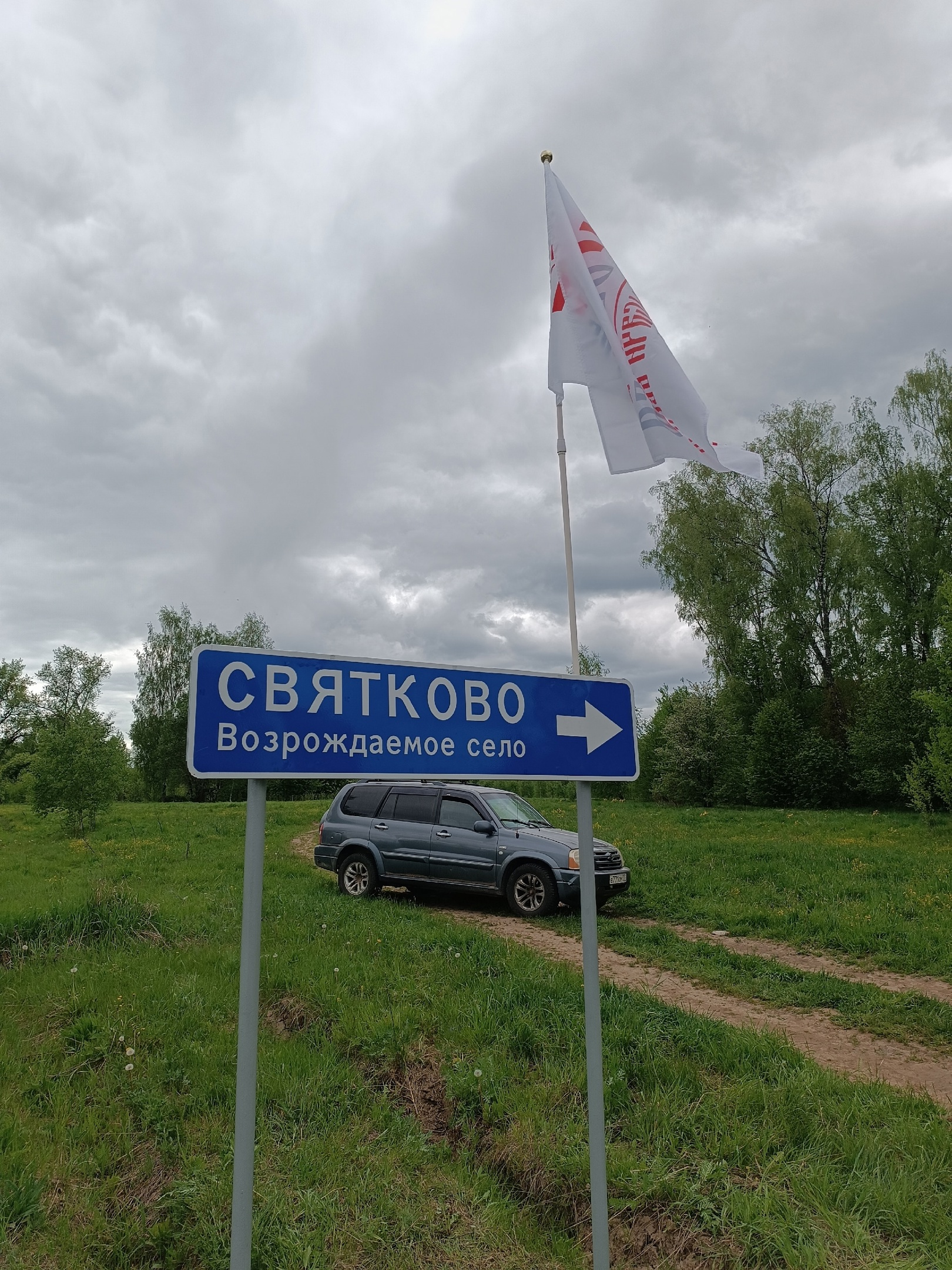
Знак "Святково. Возрождаемое село" установленный на въезде в исчезнувшее село 20 мая 2023 года

Святко́во — опустевшее село в Кольчугинском районе Владимирской области России, входит в состав Раздольевского сельского поселения. 

## География
Село расположено в 19 км на юго-восток от центра поселения посёлка Раздолье и в 24 км на юго-восток от райцентра города Кольчугино.

## История
Село Святково имеет богатую историю и связано с большим количеством известных исторических лиц, являлось центром конгломерата деревень Демлево, Новино,  Лаврово (исчезла), Абабурово (исчезла).  Оно известно с 1500 года как вотчина Плещеевых. Уже тогда в нём упоминается о существовании деревянной церкви Воздвижения Креста Господня, а вторым названием села значится (О)леханово.
В реестре списку писцовых Владимирских книг князя Василия Кропоткина с 145 (1637) по 156 (1648) год упоминается "За Борисом Ивановичем Плещеевым полсельцо Святково, Олеханово тож." В 1678 году Святково и деревни Лаврово, Обобурово числятся владением за касимовским царевичем Василием Араслановичем, правнука сибирского царя Кучума, далее по документам за 1715 год владелец села капитан Назар Иевлевич Арцыбашев. О перестройках и поновлении деревянной церкви за ветхостью известно в 1734-35 годах и в 1788 году. По данным дела ГАВО ф 417 оп 1 д 1007 на 1770 г. Святково во владении «капитанши Натальи Петровой дочери Арцыбашевой», губернской реформы Екатерины II относилась к Ильмехотскому стану Владимирского уезда, с 1778 года - в составе Покровского уезда.
По данным на 1807 год село принадлежит Павлу Афанасьевичу Афросимову (Офросимову), в 1812 году как минимум 1 семья крестьян  была переведена в Святково из его владений в  деревне Лужки (Серпуховский район),  на  1830 год село принадлежало сего сыну полковнику и кавалеру Константину Павловичу Афросимову (Офросимову), на 1850 год село принадлежит князю Сергею Яковлевичу Грузинскому, потомку грузинского царя Вахтанга, именно он в 1859 году ходатайствует о постройки нового здания храма, вместо «обветшавшей» деревянной церкви. Строительство закончено в 1869 году.
По данным X народной ревизии 1858 года в с. Святково и дд. Лаврово и Абабурово 234 крестьянина и 7 "дворовых", 7 дворовых до 1861 года были проданы в Тульскую губернию Алексинского уезда в имение господина Новосильского.
В 1862 году была составлена Уставная грамота между крестьянами села Святкова и князем Грузинским, по данным грамоты, крестьянам Святково, Лаврово и Абабурово было представлено к пользованию 784 десятины земли, (на каждое хозяйство приходилось 3 десятины и 848 кв. сажени) которой крестьяне пользовались и до этого, при этом водопой и выгон был в пользовании крестьян. В Грамоте упоминается, что "хозяйство крестьян не ограничивается одним земледелием , а поддерживается преимущественно заработками от отхожих промыслов: плотничных, столярных и других работ", так как крестьяне и раньше были на оброке , в качестве платежей за выкуп надельной земли после отмены крепостного права был оставлен тот же оброк (ГАВО ф 180 оп 2 д 1737)
В конце XIX — начале XX века село входило в состав Дубковской волости Покровского уезда, с 1924 года — в Кольчугинской волости Александровского уезда.
С 1929 года село являлось центром Святковского сельсовета в составе Кольчугинского района, с 1954 года — в составе Ельцинского сельсовета, с 2005 года — в составе Раздольевского сельского поселения. С 1929 года по 1944 год Святково и соседняя деревня Лаврово граничили не просто с Петушинским районом , а с Московской областью, в то время как само Святково относилось к Иваново-Возненской области. 
Такое положение не устраивало жителей, так, в июне 1929 года руководству двух губерний (областей) было направлено ходатайство (ГАВО Р-3470 оп 1 д 9 стр 25 6 06 1929) О выходе из Иваново-Вознесенской области и присоединении к Московской области.

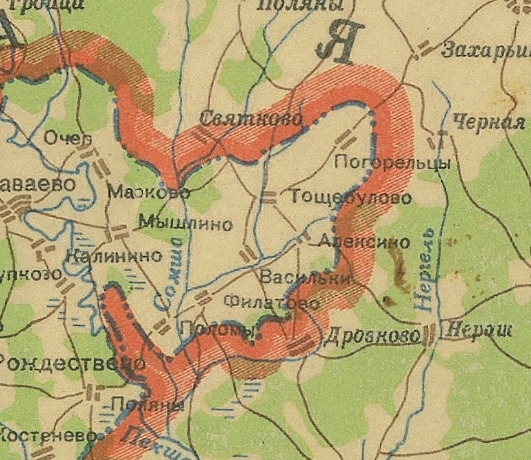
Приграничное положение села Святково на карте Московской области 1939 года

"В виду того, что село Святково и вся плановая земельная площадь вклинилась в Московскую губернию, а также с восточной и западной границы примыкает к границам деревни Демнево и деревни Марково Московской губернии, а потому считаем необходимым присоединить нас к Московской губернии". На то же претендовали и жители деревни Новино.
В советское время разобраны на кирпич трапезная и колокольня. Село Святково в настоящее время полностью вымерло, не сохранилось ни одной избы, дороги и подъезды заросли подлеском и травой, сельскохозяйственной деятельности не ведётся.

## Население
| 1859 | 1905 | 1926 | 2002 | 2010 | 2021 |
| ---- | ---- | ---- | ---- | ---- | ---- |
| 256  | ↘192 | ↘143 | ↘0   | →0   | →0   |

## Достопримечательности
В селе находится полуразрушенная Церковь Воздвижения Креста Господня (1861—1869). По архивным материалам (ГАВО ф 556 оп 1 д 1918) замена старого, «обветшалого» деревянного здания храма, построенного в 1788 году произошло по ходатайству потомка грузинских царей князя Сергея Яковлевича Грузинского. В письме от 21 августа 1859 года он пишет «При имении моем, состоящем Владимирской Губернии, Покровского уезда в селе Святково существующая деревянная Церковь приходит в ветхое положение, почему и желаю усердием крестьян и других доброхотных дателей соорудить в том селе вместо деревянной, каменную Церковь».

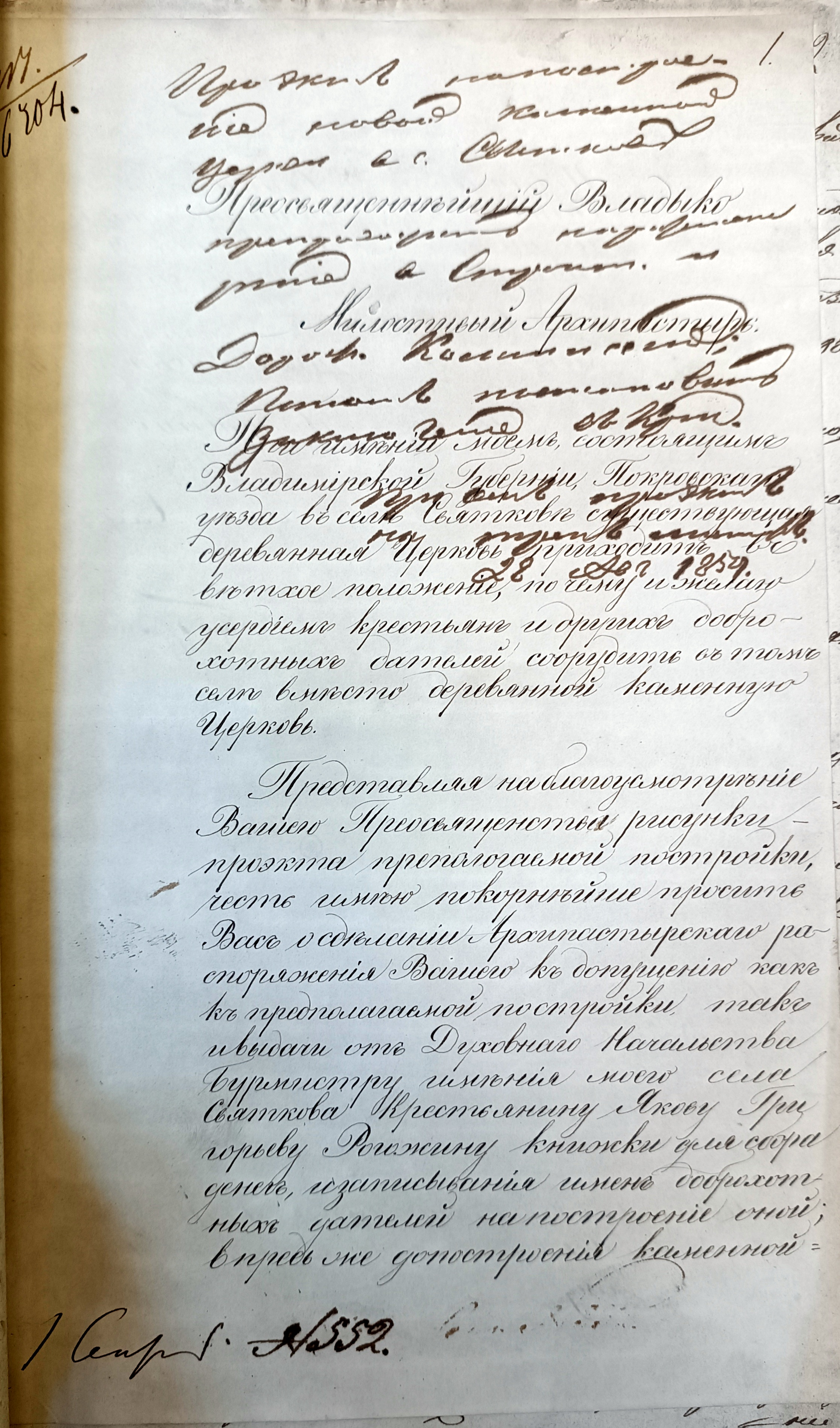
Письмо князя Грузинского (1859 г), с которого началось строительство каменного храма в Святково.

По данным клировых ведомостей, «в приходе села Святкова в 63 двора, в них 269 мужского и 300 женского пола душ крестьян разнопомещечьих». Контролировал строительство благочинный села Караваево Фёдор Тихомиров, а также известный архитектор и реставратор Артлебен, Николай Андреевич, строительство храма вела бригада каменщиков из старинного села Суромна во главе с Наумом Фёдоровичем Чапуриным. В 1869 году работы были закончены, новое здание выглядело так:
Церковь зданием каменная одно-придельная в длину с алтарем 10 саж., а в ширину 4 саж., покрыта железом и выкрашена краскою медянкою, а глава и крест обиты белым железом, внутри вся оштукатурена, пол в ней лещедочный; в окнах сделаны железные решетки, рамы сосновыя с полубелыми стеклами, Западныя двери деревянныя, обитыя железом с прочными замками, — таковыя же двери устроены с северной и южной стороны с внутренними запорами.
В связи с церковью находится каменная колокольня, покрытая железом и окрашенная краскою медянкою, а глава и крест на колокольне обиты белым железом. Под колокольнею устроены паперти с наружными деревянными дверьми и прочным замком. Вход на колокольню сделан из паперти.
По данным указанного архивного источника (ГАВО ф 556 оп 1 д 1918) на строительство Храма было потрачено 230 000 кирпичей на сумму 852 руб. 50 копеек серебром, 4245 пудов (70 тонн) извёстки на сумму 217 руб.25 коп, 14 решёток на окна (некоторые сохранились) на 212 руб 75 коп, 76 пудов и 14 с половиной фунта металла (1220 кг), 3 пуда (50 кг) гвоздей, листового железа для кровли 98 пудов и 5 фунтов на сумму 300 руб 80 коп (1600 кг), алебастру для обштукатурки стен внутри церкви 300 пудов на сумму 33 руб. (4,8 тонн), для покрытия пола использовалась «лещадка» — недорогая известковая плитка, которая частично сохранилась до сих пор.
Подрядчиком каменных, кровельных и штукатурных работ был Наум Фёдоров, который получил за работу 2200 рублей серебром, иконостас был изготовлен мещанином города Юрьев-Польский Иваном Фёдоровым, а «местные образа» написаны живописцем из Юрьев-Польского Николаем Петровичем Кокушкиным, который также украшал храм в селе Елох
В 1929 году на собрании сельского совета жители близлежащей деревни Новино приняли решение о экспроприации на общественные нужды дома священника и об организации в здании церкви ссыпки зерна.Р-3470 оп 1 д 9 Там же стр. 68 Протокол от 1 июня 1929 года Об использовании дома священника на культурные нужды Святковского сельского совета. Общее собрание по большинству голосов считаем необходимым использовать дом священника на культурные и общественные нужды.Общее собрание единогласно постановило открыть отделение о.п. (отделение почты? опорный пункт?) в селе Святково, бывший дом священника, размер 20Х12 аршин, крытый железом, вполне годный, при нём имеется дом, амбар и сарай. Р-3470 оп 1 д 13 стр 13 Протокол №9 от декабря 1929 года
Общее собрание граждан деревни Новина Святковского сельского совета, на собрании присутствовало 23 человека. (стр 9 об)ПостановилиЗаслушав информацию пре(седателя) сель(ского) совета Любимова общее собрание большинство голосов считает необходимым организовать семенной фонд совместно со Святковом вместе с другими селениями.Склад с ссыпкой сделать в селе Святково в церкви предназначенные фонды как то: рожь и овёс. Выбрать раскладочную комиссию из следующих товарищей.1.Член сельского совета Голубев А.Ф. 2.От комитета Соколова Д.В. 3. Соловьёв А.Я.
Исследователь А.И. Скворцов отмечает оригинальность святковского храма в котором  "органичное соединение нашли ... формы Владимиро-Суздальской белокаменной архитектуры XII века и московского зодчества XVI-XVII веков". При составлении карточки на объект культурного наследия в 1975 году было указано, что в храме нарисованы фрески следующих святых: Феодосия Углицкого (он же Черниговский), Иоанна Богослова, Князя Владимира, и очень необычное для русских церквей изображения Феодора Тирона.

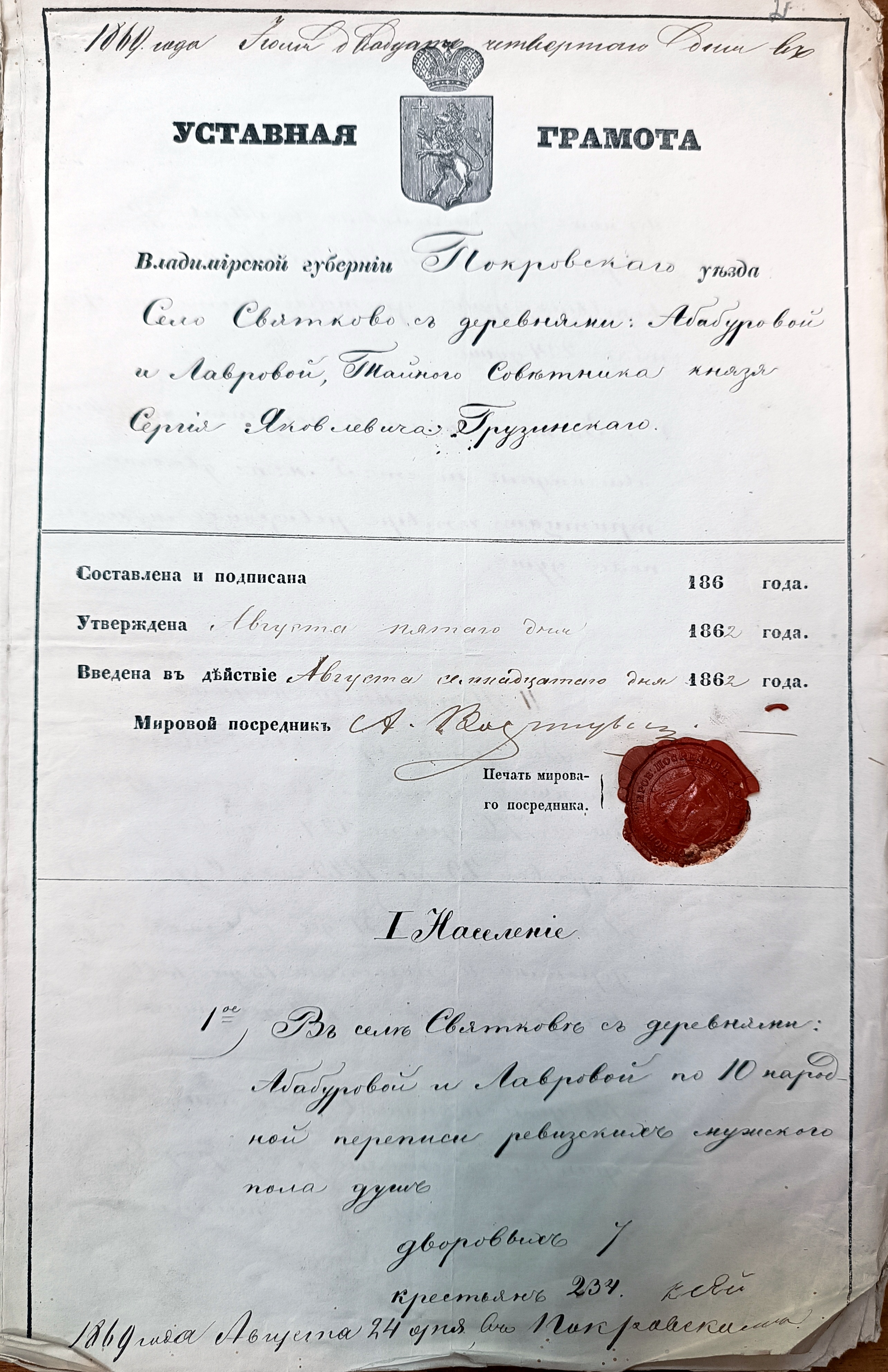
Уставная грамота крестьян села Святкова и князя Грузинского 1862 г.

## Современное состояние

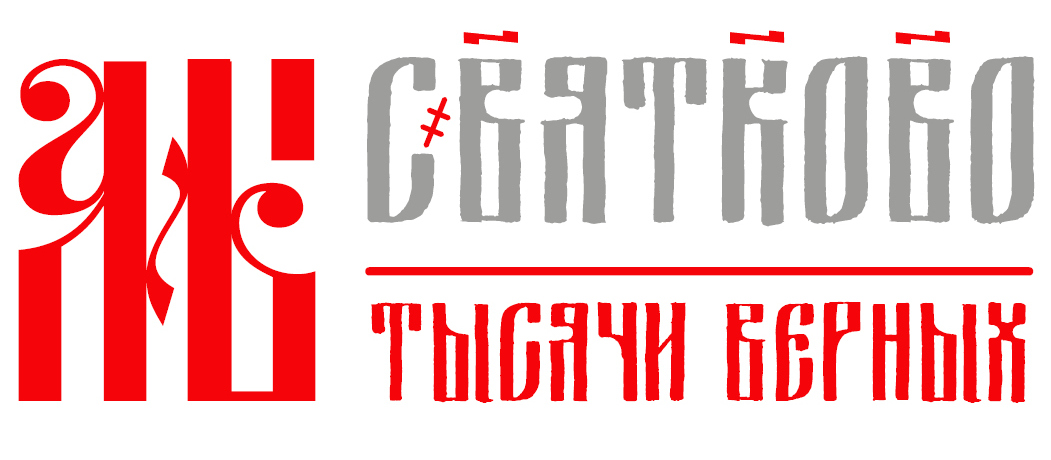
В логотипе с помощью славянских знаков титло замаскирована дата - 2022 год. Авторы логотипа - Семёнов Виталий, Евгения Иванченко, Александра Баташкова.

В 2022 году по инициативе российского генеалога Виталия Семёнова началось восстановление церкви, которую предполагается превратить в первую в России народную часовню-мемориал памяти российских солдат и офицеров, погибших в ходе нападения России на Украину. Инициативная группа получила название "Святково. Тысячи верных" и в её планах не просто восстановление храма, но и восстановление древнего села. 15 октября 2022 года  в помещении церкви впервые с 1930 года состоялся молебен «о здравии российских военнослужащих, в том числе мобилизованных, и о победе нашего Отечества».В Государственном архиве Владимирской области, и в Российском государственном архиве древних актов (РГАДА) в Москве, Российском государственном историческом архиве (РГИА) в Санкт-Петербурге начался сбор материалов по истории Святково.
Идея восстановить село Святково или хотя бы СНТ "Святково" не нова - в 2019 году в администрацию Кольчугинского района обращалась владелица 37 гектаров земли, которые прилегают к селу с просьбой оказать содействие в создании СНТ на её земле, но получила отказ.

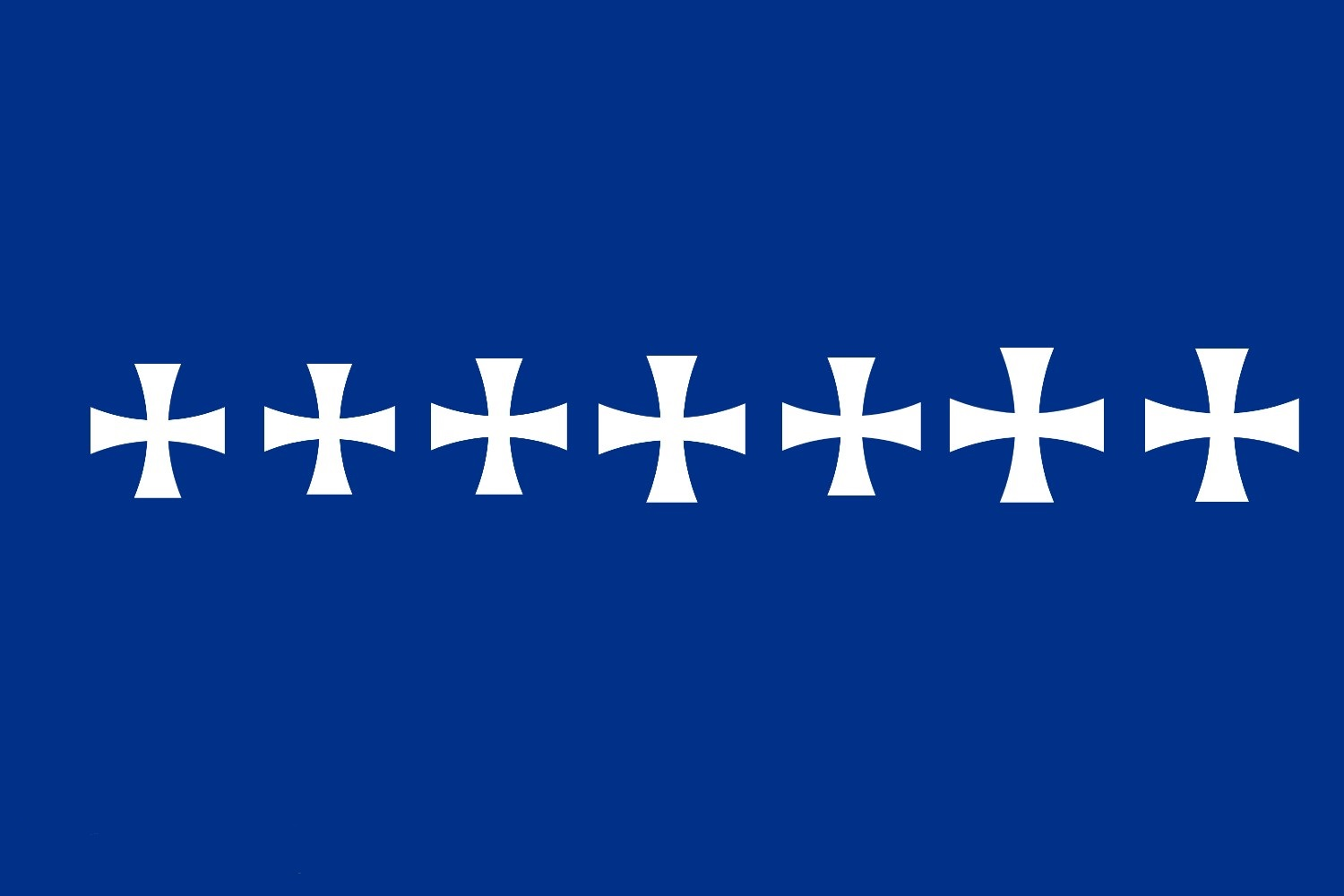
Неофициальный флаг "Края семи церквей" куда входит Святково.

31 января 2023 года в администрации Кольчугинского района прошло совещение по вопросам проекта, где подтвердилась идея создать в Святково часовню-мемориал.  Открылся сайт проекта, 20 мая 2023 года был открыт второй волонтёрский сезон, на въезде в село установлен знак "Святково. Возрождаемое село",установлена временная дверь, окна закрыты щимтами, которые препятствуют попаданию дождя и сильного ветра, регулярно (раз в месяц) проводятся уборки,  проект "Святково" презентуется на различных  научных конференциях, в целом. Святково безусловно стало одной из точек Владимирской области, которая ассоциируется с мемориальной деятельностью .
Святково имеет собственный логотип и слоган "Тысячи верных" и входит в общий региональный бренд созданный Виталием Семёновым "Край 7 церквей", куда кроме Святково входят деревни Мышлино, Марково, Очеп (вошла в состав деревни Марково),  погост Спас Железный Посох и ряд исчезнувших деревень. Ведётся работа и по выделению интересных мест и топонимики: остров в 2 км от Святково на стечении рек Сомша и Толоконка получил название "острова Карика и Вали", в честь популярной детской книги "Необыкновенные приключения Карика и Вали" советского писателя Яна Ларри, а заболоченный ручей непосредственно за Крестовоздвиженским храмом - название "Касим-Царевич" в честь последнего касимовского царевича Василия Арслановича, который владел Святково.
В сентябре 2023 года началось наведение порядка на Святковском кладбище. В интервью ВГТРК-Владимир 15 ноября 2023 года Семёнов отчитался о втором сезоне проекта "Святково", заявив, что "сделан сайт, работает сообщество, вынесены удобрения, сделана временная дверь и поставлены защитные щиты на вторую дверь и окна, каждый месяц мы наводим порядок в храме"Семёнову уже сейчас удалось внести Святково в рекомендуемое место посещения для летних походов на основании письма Министерства образования и молодёжной политики Владимирской области от 09.11.2023 № МоиМП-13878-12-08.  ТАСС сообщило, что в Святково планируется поставить памятный крест высотой в 2022 мм, спрессованный из разбитой военной техники стран НАТО, идея также принадлежит Семёнову. В декабре 2023 года ТАСС сообщило, что Семёнов в очередной раз внёс предложение построить дорогу-смычку между Петушинским, Кольчугинским и Собинским районом через Святково.
В 2024 году  как ни идея памятника, ни идея дороги не нашла поддержки в администрации Владимирской области, упоминание о связи проекта с "СВО" исчезло с сайта проекта, однако работы по поддержанию храма не прекратились. Инспекция государственной охраны объектов культурного наследия Владимирской области сообщила в январе 2024 года, что "оформила паспорт объекта культурного наследия, учётную карту объекта (...), осуществляет поготовку охранного обязательства собственника объекта, а также "совместно с балансодержателем ведётся работа по определению мероприятий по сохранению указанного объекта и сроков их проведения". 8 августа 2024 года приказом № 28 Инспекции  государственной охраны объектов культурного значения Владимирской области вокруг храма села Святково была сформирована охранная зона. 31 августа 2024 года не смотря на статьи о том, что активистам "запретили самостоятельно ремонтировать храм СВО", в Святково проведена расчистка крыши апсиды, были полностью удалены деревья и завалы на кровле основного объёма, работы не только не прекратились, а  активизировались.
10 февраля 2025 года распоряжением епископа Александровского и Юрьев-Польского Никандра , храм в Святково был приписан к храму в селе Завалино Кольчугинского района. В храме продолжаются работы и 26 июля 2025 года был проведён молебен.